# Wicked (canção de Ice Cube)
Wicked é o primeiro single do terceiro álbum do rapper Ice Cube, The Predator. Os vocais de ragga não creditados foram interpretados por Don Jagwarr. O video clipe da música foi dirigido por Marcus Raboy e apresenta a banda Red Hot Chili Peppers.
Korn fez um cover da música em seu álbum de 1996 "Life Is Preachy". Limp Bizkit também fez um cover da música em um show.

## Faixas
1. "Wicked" (radio version)
2. "Wicked" (instrumental)
3. "U Ain't Gonna Take My Life"
4. "U Ain't Gonna Take My Life" (instrumental)
5. "Wicked" (LP version)

## Posições nas paradas
| Parada (1992)                                     | Posição |
| ------------------------------------------------- | ------- |
| U.S. Billboard Hot 100                            | 55      |
| U.S. Billboard Hot Rap Singles                    | 1       |
| U.S. Billboard Hot R&B/Hip-Hop Singles            | 31      |
| U.S. Billboard Hot Dance Music/Maxi-Singles Sales | 31      |